# Улица Линэзера
Улица Ли́нэзера (латыш. Linezera iela) — улица в Видземском предместье города Риги, в микрорайонах Тейка и Межциемс. Начинается от улицы Дзербенес, проходит в восточном направлении и заканчивается тупиком, переходя в грунтовую дорогу по Бикерниекскому лесу. При этом условная трасса улицы продолжается сквозь лесной массив, в противоположной части которого также есть объект с адресом по ул. Линэзера — ранее здесь располагалась лыжная база общества «Динамо».
Официальная длина улицы составляет 363 метра; на всём протяжении имеется асфальтовое покрытие. С другими улицами не пересекается, но в средней части имеет Т-образный перекрёсток с безымянным проездом, от которого к началу улицы движение одностороннее; в дальнейшей тупиковой части улицы — двусторонее. На улице имеется остановка «Линэзерс» маршрутного такси № 271.
Основными объектами на улице являются Латвийский центр инфектологии и бывшая больница «Линэзерс» (ныне в её корпусах размещается подразделение Земессардзе).

## История
Улица Линэзера возникла как продолжение улицы Дзербенес, ведущее к городскому лепрозорию (построен в 1891—1892 годах по проекту Рейнгольда Шмелинга, впоследствии расширен). С 1936 года упоминается как улица Лепрозорияс; современное название присвоено в 1957 году и более не изменялось. Оно происходит от названия лесного озера Линэзерс, расположенного поблизости.